# Vánoční skřítek
Vánoční skřítek je americký vánoční příběh z roku 2003, režírovaný Jonem Favreauem, který si v příběhu rovněž zahrál epizodní roli doktora.

## Děj
Malý Buddy byl odvezen na severní pól, kde ho vychovávli Santovi skřítkové jako jednoho z nich. Časem ale zjistí, že je jiný než ostatní skřítci, hlavně, že je větší. Od skřítka, který ho vychoval se dozví, že je člověk a kdo je jeho skutečný otec. Když zjistí, že jeho otec je na seznamu zlobivých, rozhodne se jít do New Yorku, aby ho našel.
Buddy se v New Yorku chová tak, jak je zvyklý od skřítků, proto působí jako podivín. Působí tak i na svého otce a jeho novou rodinu, brzy se ale skamarádí se svým nevlastním bratrem. Buddyho otec, který o Buddyho existenci neměl ponětí, je redaktorem dětských knížek. Příliš pracuje a nedokáže si užívat život, natož Vánoce.
Buddy je zaměstnán v obchodním domě, kde projevuje zájem o zaměstnankyni Jovie. Buddyho zájem o ni je způsoben zpočátku tím, že na oddělení nosí kostým vánočního skřítka. Buddy jednoho dne, když nemá večer kam jít, zůstane přes noc na oddělení, které přes noc velmi krásně a bohatě vyzdobí.
V den Vánoc přilétá Santa do New Yorku rozdávat dárky. Má ale problém se svými saněmi a havaruje v parku. Tam ho najde Buddy. Santa Buddyho požádá, aby mu pomohl saně opravit, protože pouze on jako skřítek to může udělat. Buddy zjistí, že problém se saněmi je způsoben nedostatkem vánoční nálady, snaží se to změnit. Mezitím se okolo parku shromaďují lidé a reportéři, Buddy terdy musí jedna rychle. Poprosí Jovie, aby něco udělala, a ta začne zpívat vánoční koledy. Saně ukazují vyšší energii potřebnou k letu, takže se Santa rozhodne risknout to a rozjede saně s tím, že doufá, že se mu podaří vzlétnou. To se mu podaří, až když v davu před parkem začne koledy zpívat i Buddyho otec.
Buddy si Jovie vezme, mají spolu potomka a chodí navštěvovat skřítky na severní pól.

## Obsazení
| Will Ferrell                           | Buddy                         |
| Bob Newhart                            | táta skřítek                  |
| James Caan                             | Walter, Buddyho otec          |
| Edward Asner                           | Santa                         |
| Mary Steenburgen                       | Emily                         |
| Zooey Deschanel                        | Jovie                         |
| Daniel Tay                             | Michael                       |
| Faizon Love                            | Gimbelův manažer              |
| Peter Dinklage                         | Miles Finch                   |
| Amy Sedaris                            | Deb                           |
| Kyle Gass                              | Eugene                        |
| Michael Lerner                         | Fulton                        |
| Andy Richter                           | Morris                        |
| Artie Lange                            | Gimbelův Santa                |
| Will McCormack                         | svědek                        |
| Gus Michael                            | svědek                        |
| Ray Harryhausen                        | polární medvěd (hlas)         |
| Leon Redbone                           | sněhulák Leon (hlas)          |
| Jane Bradbury                          | Susan Welles                  |
| Robin Mossley                          | Chuck                         |
| Matt Walsh                             | sám sebe                      |
| Claire Lautier                         | reportér NY 1                 |
| Ted Friend                             | pomocník reportéra NY 1       |
| Patrick Ferrell                        | ochranka                      |
| Patrick McCartney                      | ochranka                      |
| Jon Favreau                            | doktor                        |
| Annie Brebner                          | skřítek student               |
| Luke Pohl                              | skřítek student               |
| Lydia Lawson-Baird                     | Carolyn                       |
| Brenda McDonald jako Brenda MacDonald  | Nun                           |
| Meghan Black                           | skřítek                       |
| Patrick Baynham                        | skřítek                       |
| Michael Roberds                        | nespokojený skřítek           |
| Peter A. Hulne jako Peter Hulne        | jedno z dvojčat skřítků       |
| Patrick Hulne                          | druhé z dvojčat skřítků       |
| Richard Side                           | skřítek učitel                |
| David-Paul Grove jako David Paul Grove | Pom Pom                       |
| Kristian Ayre                          | Foom Foom                     |
| Lorin Heath                            | prodavačka v oddělení parfémů |
| Dillard Brinson                        | tiskař                        |
| Brad Turner                            | spolupracovník v kanceláři    |
| David Berenbaum                        | spolupracovník v kanceláři    |
| Mary Black                             | sestřička                     |
| Brenda Crichlow                        | spolupracovnice v kanceláři   |
| Oscar Goncalves                        | Francisco                     |
| Murray Jack                            | muž ve výtahu                 |
| Mark Acheson                           | muž na poště                  |
| Paul Schofield                         | chlapec u Santy               |
| Alexandra Michael                      | dítě                          |
| Terry J. Scarlatos                     | policista                     |
| Jonathan Bruce                         | cyklista                      |
| Akeen A. Smith                         | dítě ve škole                 |
| Michael Christopher Fischetti          | dítě ve škole                 |

### Nezmínění v titulcích
Následující herci nejsou zmínění v titulcích:
| Peter Billingsley | skřítek             |
| Craig Castaldo    | muž v rádiu         |
| Maurice LaMarche  | zvuk Buddyho říhání |
| Rachel Lana Li    | dítě                |
| Nance Nickels     | žena ve frontě      |
| Albert Precourt   | kolemjdoucí         |